# A Guy Thing
A Guy Thing (Cosas de tíos en España, Cosa de hombres en Chile y Un novio en apuros en el resto de Hispanoamérica) es una película estadounidense dirigida por Chris Koch y estrenada el 17 de junio de 2003. La película cuenta la historia de Paul (interpretado por Jason Lee), quien se enamora de Becky (interpretada por Julia Stiles), cuando estaba por casarse con Karen (interpretada por Selma Blair), la prima de Becky.

## Sinopsis
Karen (Selma Blair) y Paul (Jason Lee) están a punto de casarse. En su despedida de soltero, Paul se emborracha y conoce a una bailarina excéntrica, Becky (Julia Stiles). Al día siguiente ella amanece junto a él, y Paul la echa. Luego de enterarse de que Becky es la prima de su prometida, Paul le cuenta a Karen una mentira para no preocuparla ante su inminente boda. La pequeña mentira se convertirá en una más grande, y pronto toda su vida será un conjunto de malentendidos. Un punto importante es que la película gira en torno a cómo el secreto de Paul es protegido por otros hombres que ni siquiera lo conocen, pero al tiempo, todos entienden la situación y sencillamente lo cubren. Luego de un tiempo de tratar de ocultar la mentira frente a Karen con ayuda de Becky, quien a su vez es acechada por su exnovio, un policía corrupto llamado Ray (Lochlyn Munro), Paul se da cuenta de que se ha enamorado de la excéntrica prima de su prometida.

## Reparto
| Actor            | Personaje      |
| ---------------- | -------------- |
| Jason Lee        | Paul Coleman   |
| Julia Stiles     | Becky Jackon   |
| Selma Blair      | Karen Cooper   |
| James Brolin     | Ken Cooper     |
| Shawn Hatosy     | Jim            |
| Lochlyn Munro    | Ray Donovan    |
| Diana Scarwid    | Sandra Cooper  |
| David Koechner   | Buck Morse     |
| Julie Hagerty    | Dorothy Morse  |
| Thomas Lennon    | Pete Morse     |
| Jackie Burroughs | Aunt Budge     |
| Jay Brazeau      | Howard         |
| Matthew Walker   | Ministro Green |
| Fred Ewanuick    | Jeff           |
| Lisa Calder      | Tonya          |